# За тих, хто в морі
«За тих, хто в морі» (рос. За тех, кто в море) — радянський художній фільм про Німецько-радянську війну, знятий в 1947 році за однойменною п'єсою з використанням сюжетних елементів оповідання «День народження» (1944) Бориса Лавреньова режисером Олександром Файнциммером.

## Сюжет
Для того щоб завоювати собі швидку і голосну славу, командир корабля Боровськой повідомляє командиру загону невірні координати німецьких кораблів; він зробив це для того, щоб особисто провести атаку проти гітлерівців без будь-якої участі інших кораблів. В результаті такого проступку Боровського сталася фатальна трагедія: загинула вся команда катера. Але капітану Боровському надають шанс на спокутування своєї провини перед Батьківщиною і перед людьми…

## У ролях
- Михайло Жаров —  Харитонов
- Олександра Тришко —  Софія Петрівна, мати Харитонова
- Дмитро Павлов —  Максимов
- Нінель Мишкова —  Ольга Шабуніна
- Геннадій Карнович-Валуа —  Боровськой, командир корабля
- Ельвіра Луценко —  Олена Василівна Горєлова, актриса
- Данило Сагал —  Міша Рекало
- Іван Любєзнов —  Лішев
- Павло Шпрингфельд —  Андрій Клобуков
- Георгій Куровський —  Шубін
- Степан Крилов —  Гудков
- Михайло Дубрава —  Опанасенко
- М. Тюрнев — епізод
- Борис Феодос'єв — епізод

## Знімальна група
- Автор сценарію: Олексій Зеновін, Мойсей Котов
- Режисер: Олександр Файнциммер
- Оператор: Мойсей Магід, Лев Сокольський
- Художник: Микола Суворов
- Композитор: Антоніо Спадавеккіа
- Другий режисер: Сергій Сидельов